# Малое Панское
Малое Панское  — опустевшая деревня в Тульской области России. С точки зрения административно-территориального устройства входит в Алексинский район. В плане местного самоуправления входит в состав муниципального образования город Алексин.

## География
|Малое Панское находится в северо-западной части региона, в пределах северо-восточного склона Среднерусской возвышенности, в подзоне широколиственных лесов, при реке Крушме, разделяющее от соседнего села Большое Панское.
Абсолютная высота — 175 метров над уровнем моря.

### Климат
Климат на территории деревни, как и во всём районе, характеризуется как умеренно континентальный, с ярко выраженными сезонами года. Средняя температура воздуха летнего периода — 16 — 20 °C (абсолютный максимум — 38 °С); зимнего периода — −5 — −12 °C (абсолютный минимум — −46 °С).
Снежный покров держится в среднем 130—145 дней в году.
Среднегодовое количество осадков — 650—730 мм.

## История
До муниципальной реформы в марте 2005 года входила в Борисовский сельский округ. После её проведения включёна в образованные муниципального образования сельское поселение «Авангардское» и в Алексинский муниципальный район.
21 июня 2014 года Алексинский муниципальный район и Авангардское сельское поселение были упразднены, деревня Малое Панское стала входить в городской округ Алексин.

## Население
| 2010 |
| ---- |
| 0    |

### Национальный и гендерный состав
Согласно результатам переписи 2002 года, в национальной структуре населения русские составляли 100 % из 3 чел.. Проживали 1 мужчина и 2 женщины.

## Инфраструктура
Обслуживается отделением почтовой связи 301350.
Личное подсобное хозяйство (на октябрь 2022 года 1 дов)

## Транспорт
Просёлочные дороги.